# Hetang
Hetang (en chino, 荷塘; pinyin, Hétáng (escuchar)ⓘ[tang]) es un distrito urbano bajo la administración directa de la Prefectura  Zhuzhou  en la Provincia de Hunan, República Popular China.  Su área es de 151 km² y su población total para 2015 superó los 300 mil habitantes. 

## Administración
En agosto de 1997, las tres oficinas del antiguo Distrito Este (东区) de la ciudad de Zhuzhou y tres suburbios establecieron el Distrito Hetang. 
Desde marzo  de 2024, el  Distrito Hetang se divide en 6 pueblos  administrados  en 5 subdistritos y 1  poblado.

## Toponimia
El topónimo Hetang [/Jə-tang/] significa "estanque He «de loto»".
Durante la era Qin-Han (siglos III a. C.-III d. C.), una antigua ruta postal se extendía desde la actual Nanchang hasta Changsha, pasando por esta región. Cada 10 lis se establecía un "pu" (posta / parada de relevo), y cada 30 Lis. un "yi" (estación de correos).
En la villa Liufang (六坊乡) hay una colina que se alza por tres lados, lo que hace que el agua se empoce en las partes bajas, más tarde, las plantaciones de loto aparecieron por todas partes y movidas con el viento caen allí,  por lo que el lugar se llamó "Hetang Pu" (荷塘 铺 parada el estanque de lotos). Históricamente, el área gradualmente evolucionó de una parada de diligencias hasta convertirse en una ciudad comercial. Ya para agosto de 1997, durante un ajuste en la división territorial de Zhuzhou, se creó un nuevo distrito que heredó oficialmente el nombre histórico 'Hetang' (荷塘).

## Clima
La región tiene un clima monzónico subtropical con un clima templado y cuatro estaciones distintas. La temperatura media anual es de 18 °C, la temperatura más alta es de 40 °C y la temperatura más baja es de -8 °C. La precipitación anual es de aproximadamente 1400 mm.
| Parámetros climáticos promedio de Hetang (1981−2010) | Parámetros climáticos promedio de Hetang (1981−2010) | Parámetros climáticos promedio de Hetang (1981−2010) | Parámetros climáticos promedio de Hetang (1981−2010) | Parámetros climáticos promedio de Hetang (1981−2010) | Parámetros climáticos promedio de Hetang (1981−2010) | Parámetros climáticos promedio de Hetang (1981−2010) | Parámetros climáticos promedio de Hetang (1981−2010) | Parámetros climáticos promedio de Hetang (1981−2010) | Parámetros climáticos promedio de Hetang (1981−2010) | Parámetros climáticos promedio de Hetang (1981−2010) | Parámetros climáticos promedio de Hetang (1981−2010) | Parámetros climáticos promedio de Hetang (1981−2010) | Parámetros climáticos promedio de Hetang (1981−2010) |
| Mes                                                  | Ene.                                                 | Feb.                                                 | Mar.                                                 | Abr.                                                 | May.                                                 | Jun.                                                 | Jul.                                                 | Ago.                                                 | Sep.                                                 | Oct.                                                 | Nov.                                                 | Dic.                                                 | Anual                                                |
| ---------------------------------------------------- | ---------------------------------------------------- | ---------------------------------------------------- | ---------------------------------------------------- | ---------------------------------------------------- | ---------------------------------------------------- | ---------------------------------------------------- | ---------------------------------------------------- | ---------------------------------------------------- | ---------------------------------------------------- | ---------------------------------------------------- | ---------------------------------------------------- | ---------------------------------------------------- | ---------------------------------------------------- |
| Temp. máx. abs. (°C)                                 | 27.6                                                 | 31.7                                                 | 35.6                                                 | 36.2                                                 | 36.8                                                 | 37.4                                                 | 41.6                                                 | 39.7                                                 | 38.5                                                 | 36.1                                                 | 33.8                                                 | 28.9                                                 | '                                                    |
| Temp. máx. media (°C)                                | 10.9                                                 | 13.1                                                 | 17.1                                                 | 23.8                                                 | 28.2                                                 | 31.3                                                 | 34.5                                                 | 33.2                                                 | 29.6                                                 | 25.1                                                 | 19.6                                                 | 14.3                                                 | 23.4                                                 |
| Temp. media (°C)                                     | 6.3                                                  | 8.4                                                  | 12.1                                                 | 18.1                                                 | 22.5                                                 | 25.8                                                 | 28.0                                                 | 26.9                                                 | 23.8                                                 | 18.9                                                 | 13.3                                                 | 8.0                                                  | 17.7                                                 |
| Temp. mín. media (°C)                                | 3.4                                                  | 5.5                                                  | 8.9                                                  | 14.3                                                 | 18.5                                                 | 21.9                                                 | 23.3                                                 | 23.0                                                 | 20.0                                                 | 14.8                                                 | 9.1                                                  | 4.0                                                  | 13.9                                                 |
| Temp. mín. abs. (°C)                                 | -5.2                                                 | -4.5                                                 | -3.6                                                 | 1.5                                                  | 8.3                                                  | 12.6                                                 | 16.8                                                 | 16.3                                                 | 10.8                                                 | 1.2                                                  | -2.6                                                 | -7.6                                                 | '                                                    |
| Precipitación total (mm)                             | 74.0                                                 | 111.0                                                | 166.1                                                | 198.6                                                | 200.1                                                | 226.6                                                | 153.9                                                | 173.6                                                | 95.5                                                 | 73.5                                                 | 69.6                                                 | 48.0                                                 | 1590.5                                               |
| Humedad relativa (%)                                 | 83                                                   | 84                                                   | 84                                                   | 82                                                   | 81                                                   | 81                                                   | 77                                                   | 81                                                   | 82                                                   | 80                                                   | 80                                                   | 80                                                   | 81.3                                                 |
| Fuente: China Meteorological Data Service Center     |                                                      |                                                      |                                                      |                                                      |                                                      |                                                      |                                                      |                                                      |                                                      |                                                      |                                                      |                                                      |                                                      |